# Fournels
 Fournels  es una población y comuna francesa, situada en la región de Languedoc-Rosellón, departamento de Lozère, en el distrito de Mende. Es el chef-lieu del cantón de Fournels.

## Demografía
| 435 | 347 | 311 | 336 | 340 | 324 |
| Para los censos de 1962 a 1999 la población legal corresponde a la población sin duplicidades (Fuente: INSEE [Consultar]) |     |     |     |     |     |